# Bacopa
Bacopa é um género botânico pertencente à família Plantaginaceae. Tradicionalmente este gênero era classificado na família das Scrophulariaceae.
São plantas aquáticas.

## Sinonímia
| - Herpestis Gaertn. - Moniera P. Browne | - Amphianthus Torr. - Brami Adans. | - Bramia Lam. - Ildefonsia Gardner | - Macuillamia Raf. |

## Espécies
Apresenta 68 espécies confirmadas:
- Bacopa albida (Pennell) Standl.
- Bacopa amplexicaulis (Pursh) Wettst.
- Bacopa angulata (Benth.) Loefgr. & Edwall
- Bacopa appressa (Pennell) Standl.
- Bacopa aquatica Aubl.
- Bacopa arenaria (J.A.Schmidt) Loefgr. & Edwall
- Bacopa axillaris (Benth.) Standl.
- Bacopa bacopoides (Benth.) Pulle
- Bacopa beccabunga (Griseb.) B.L.Rob.
- Bacopa bracteolata Standl.
- Bacopa braunii (Ernst) Pennell
- Bacopa callitrichoides (Kunth) Pennell
- Bacopa caroliniana (Walter) B.L.Rob.
- Bacopa cladostyla Chodat ex Eskuche
- Bacopa cochlearia (Huber) L.B.Sm.
- Bacopa connata (Pennell) Pennell
- Bacopa crenata (P.Beauv.) Hepper
- Bacopa decumbens (Fernald) F.N.Williams
- Bacopa depressa (Benth.) Loefgr. & Edwall
- Bacopa diffusa (Willd. ex Cham. & Schltdl.) Loefgr. & Edwall
- Bacopa divaricata (J.A.Schmidt) Loefgr. & Edwall
- Bacopa dubia Chodat & Hassl.
- Bacopa egensis (Poepp.) Pennell
- Bacopa eisenii (Kellogg) Pennell
- Bacopa elongata (Benth.) Pennell
- Bacopa floribunda (R.Br.) Wettst.
- Bacopa gracilis (Benth.) Loefgr. & Edwall
- Bacopa gratioloides (Cham.) Chodat
- Bacopa hamiltoniana (Benth.) Wettst.
- Bacopa humifusa (Griseb.) B.L.Rob.
- Bacopa imbricata (Benth.) Pennell
- Bacopa innominata (M.Gómez) Alain
- Bacopa lacertosa Standl.
- Bacopa lanigera (Cham. & Schltdl.) Wettst.
- Bacopa laxiflora (Benth.) Edwall
- Bacopa lecomtei Bonati
- Bacopa lisowskiana Mielcarek
- Bacopa longipes (Pennell) Standl.
- Bacopa madagascariensis (Benth.) Pennell
- Bacopa minuta Borhidi & O.Muñiz
- Bacopa monnieri (L.) Wettst.
- Bacopa monnierioides (Cham.) B.L.Rob.
- Bacopa monosticta (Schltl.) Pennell
- Bacopa montevidensis (Spreng.) Herter & Melch.
- Bacopa myriophylloides (Benth.) Wettst.
- Bacopa nigrescens (Benth.) Wettst.
- Bacopa occultans (Hiern) Hutch. & Dalziel
- Bacopa oxycalyx Alain
- Bacopa paraguariensis (S.Moore) Hassl.
- Bacopa parvula (S.Moore) Pennell
- Bacopa pedersenii Rossow
- Bacopa pennellii G.M.Barroso & Ichaso
- Bacopa punctata Engl.
- Bacopa repens (Sw.) Wettst.
- Bacopa reptans (Benth.) Edwall
- Bacopa rotundifolia (Michx.) Wettst.
- Bacopa salzmannii (Benth.) Edwall
- Bacopa scabra (Benth.) Descole & Borsini
- Bacopa semiserrata (Mart.) B.L.Rob.
- Bacopa serpyllifolia (Benth.) Pennell
- Bacopa sessiliflora (Benth.) Edwall
- Bacopa stellarioides (Cham.) Loefgr. & Edwall
- Bacopa stemodioides (Pennell) Pennell
- Bacopa stricta (Schrad.) Wettst. ex Edwall
- Bacopa tweediei (Benth.) Parodi
- Bacopa valeroi Standl. & L.O.Williams
- Bacopa versicolor Herter & Melch.
- Bacopa verticillata (Pennell & Gleason) Pennell

## Nome e referências
Bacopa Aubl.
Wasserysop